# Pic du Lauzin
Il Pic du Lauzin (nella letteratura alpinistica in italiano anche Pic Lausin) è una montagna di 2.773 m s.l.m., situata a nord-ovest del colle del Monginevro e che fa parte delle Alpi Cozie, nella sottosezione Alpi del Moncenisio. 

## Geografia

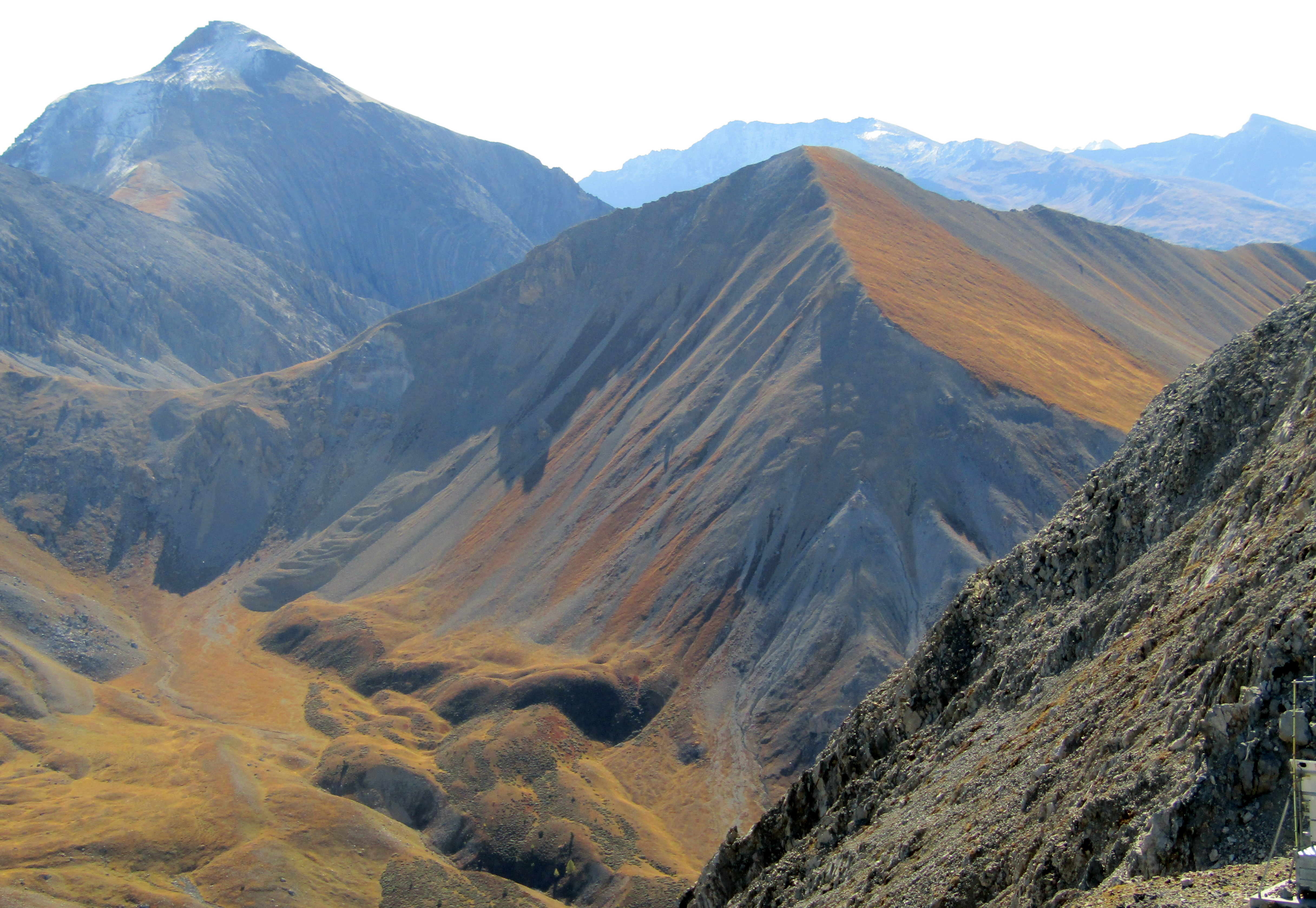
Il Pic du Lauzin dalla Pointe de Pécé, sulla sinistra lo Chaberton

Amministrativamente la montagna appartiene del Dipartimento delle Alte Alpi e si trova alla convergenza tra i territori comunali di Montgenèvre, Névache e Val-des-Prés. La montagna fa parte della catena principale alpina e sulla sua cima si incontrano gli spartiacque che separano la Valle di Susa dalla parte più alta della Valle della Durance e quella del suo affluente Clarée. Il Col de Dormilluose (2.445 m) la separa dalla lunga Crête de Pécé, che culmina con l'omonima punta, mentre il Col Trois Freres Mineurs (2.586 m) la divide dalla Punta Rochers Charniers; la catena principale alpina prosegue verso sud in direzione della Tête des Fournéous e del Colle del Monginevro.

## Storia
La montagna, che un tempo apparteneva all'Italia, è oggi passata interamente alla Francia a seguito del trattato di Parigi.

## Accesso alla vetta

### Accesso estivo
L'accesso alla cima può avvenire per sentiero dal Village de Soleil, nei pressi del Colle del Monginevro, passando per il Col des Trois Freres Mineurs. La difficoltà della salita è valutata come E.

### Accesso invernale
La punta è anche una meta sciaplinistica; l'accesso è considerato piuttosto impegnativo.

## Cartografia
- Cartografia ufficiale francese dell'Institut géographique national (IGN), (FR) consultabile online, su geoportail.gouv.fr.
- Istituto Geografico Centrale - Carta dei sentieri e dei rifugi scala 1:50.000 n. 1 Valli di Susa Chisone e Germanasca